# کوین ادواردز
کوین ادواردز (انگلیسی: Kevin Edwards؛ زادهٔ ۳۰ اکتبر ۱۹۶۵) بازیکن بسکتبال اهل ایالات متحده آمریکا است.
از باشگاه‌هایی که در آن بازی کرده‌است می‌توان به میامی هیت، اورلندو مجیک، و بروکلین نتس اشاره کرد.